# Felice di Luni
Felice (... – V secolo) è stato un vescovo italiano.
È venerato come santo dalla Chiesa cattolica.
Felice fu il terzo vescovo della diocesi di Luni e il primo storicamente certo: partecipò al concilio romano indetto da papa Ilario il 19 novembre 465 nella basilica di Santa Maria Maggiore e ne sottoscrisse gli atti come vescovo di Luni.